# Grzegorz Fitelberg
Grzegorz Fitelberg (18 d'octubre de 1879, Daugavpils, Letònia – 10 de juny de 1953, Katowice, Polònia) fou un director d'orquestra, violinista i compositor polonès.
Fou membre del grup Młoda Polska (Jove Polònia), juntament amb altres músics com ara Karol Szymanowski, Ludomir Różycki i Mieczysław Karłowicz. El 1908 dirigí l'òpera de Varsòvia, el 1912 l'Òpera de Viena. Durant la I Guerra Mundial va col·laborar amb els Ballets Russos; va dirigir la primera representació de Mavra d'Ígor Stravinski. Des de 1921 fins a 1934 fou el director principal de l'Orquestra Filharmònica de Varsòvia. El 1935 va organitzar l'Orquestra Simfònica de la Ràdio Polonesa.
La Competició Internacional Grzegorz Fitelberg per a Directors d'Orquestra, una de les més importants competicions musicals a Polònia, se celebra a la Filharmònica de Silèsia des de 1979.
El seu fill Jerzy (1903-1951) també fou un músic reconegut malgrat la seva mort en plena carrera.